# Gmina Hørning
Gmina Hørning (duń. Hørning Kommune) – w latach 1970–2006 (włącznie) jedna z gmin w Danii w ówczesnym okręgu Århus Amt. 
Siedzibą władz gminy było miasto Hørning. 
Gmina Hørning została utworzona 1 kwietnia 1970 na mocy reformy podziału administracyjnego Danii. Po kolejnej reformie w 2007 r. weszła w skład nowej gminy Skanderborg.

## Dane liczbowe
- Liczba ludności: (♀ 4368 + ♂ 4320) = 8688
  - wiek 0-6: 10,9%
  - wiek 7-16: 14,0%
  - wiek 17-66: 64,9%
  - wiek 67+: 10,1%
- zagęszczenie ludności: 129,7 osób/km²
- bezrobocie: 4,5% osób w wieku 17-66 lat
- cudzoziemcy z UE, Skandynawii i USA: 98 na 10 000 osób
- cudzoziemcy z krajów Trzeciego Świata: 150 na 10 000 osób
- liczba szkół podstawowych: 3 (liczba klas: 58)